# شربت (نوشیدنی)

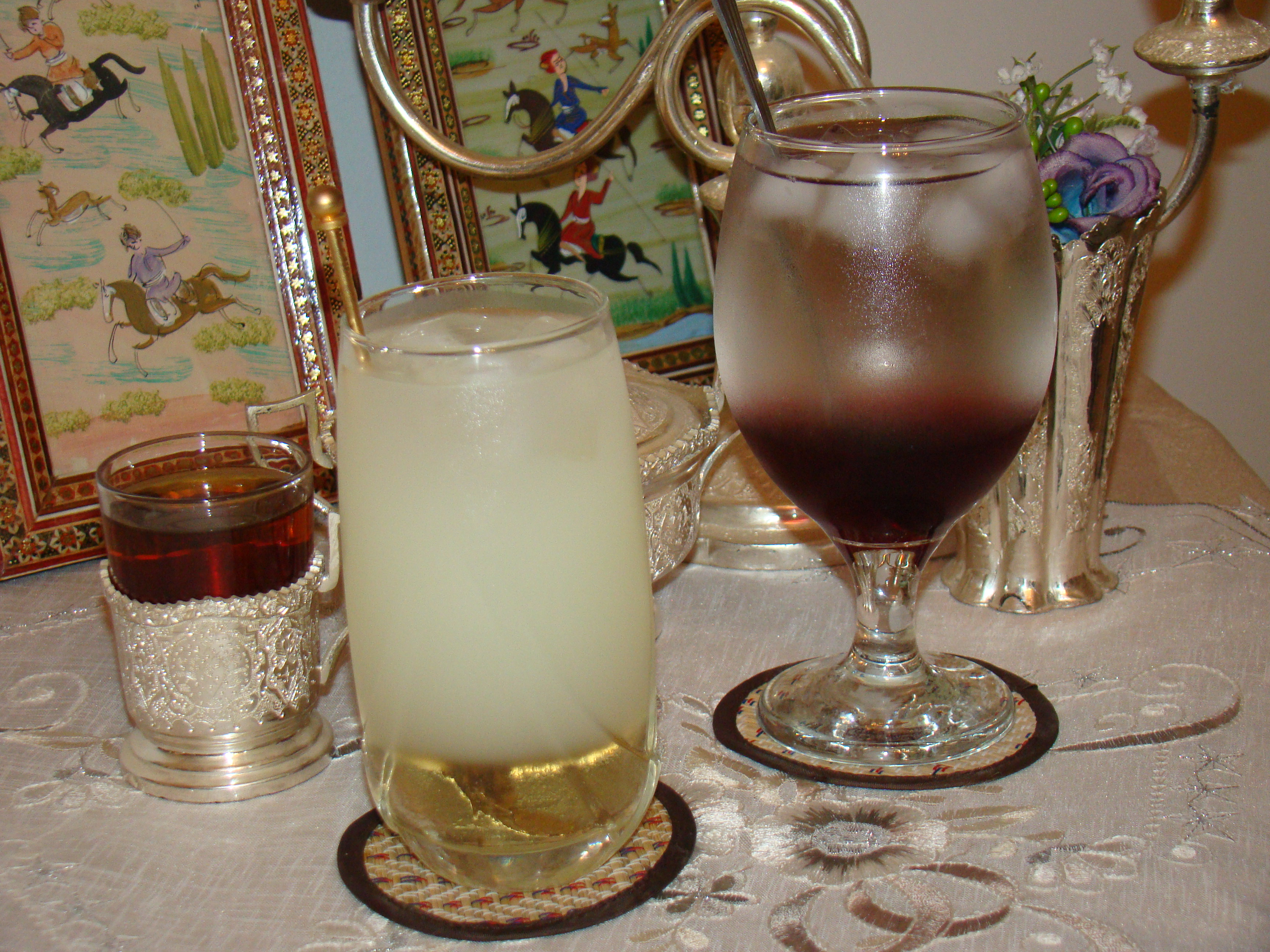
دو گونه شربت ایرانی

شربت گونه‌ای آشامیدنی است که با پایهٔ آب و ترکیب افزودنی‌های دیگر ساخته می‌شود. ساده‌ترین نوع شربت آبی است که در آن قند را حل می‌کنند.
از زمان قدیم تاکنون برای پذیرایی از مهمان از انواع شربت ها استفاده می شود. شربت‌های سنتی به نوشیدنی‌هایی گفته می‌شود که با مواد طبیعی و به روش سنتی و ارگانیک تهیه می‌شوند. شربت های سنتی ایرانی، علاوه بر طعم عالی، خواص درمانی بسیاری نیز دارا می‌باشند.

## انواع شربت
شربت ایرانی از مخلوط کردن آب، شکر و طعم دهنده ساخته می‌شود. طعم‌دهنده‌ها طیف گوناگونی از میوه‌ها و آب میوه‌ها را تشکیل می‌دهند. علاوه بر میوه‌ها و آب میوه‌ها، گیاهان و گل‌ها را نیز با جوشاندن همراه با شیرین‌کننده به شربت تبدیل می‌کنند. گاهی نیز به شربت تخم گیاهان افزوده می‌شود، مانند شربت خاکشیر و شربت تخم شربتی که در مراسم مذهبی سرو می‌شود.
برخی از این شربت‌ها خواص دارویی نیز دارند و در کتب طب قدیم ذکری از آن‌ها رفته‌است. مانند شربت گلاب، شربت بیدمشک، شربت بهارنارنج، شربت سکنجبین، شربت کاسنی، شربت زعفران، شربت بنفشه، شربت هفت بادام، شربت عرق نعناع، شربت کوکنار، شربت نیلوفر، شربت لیموی سفرجلی، شربت گل مکرر، شربت گل گاوزبان، شربت خشخاش.

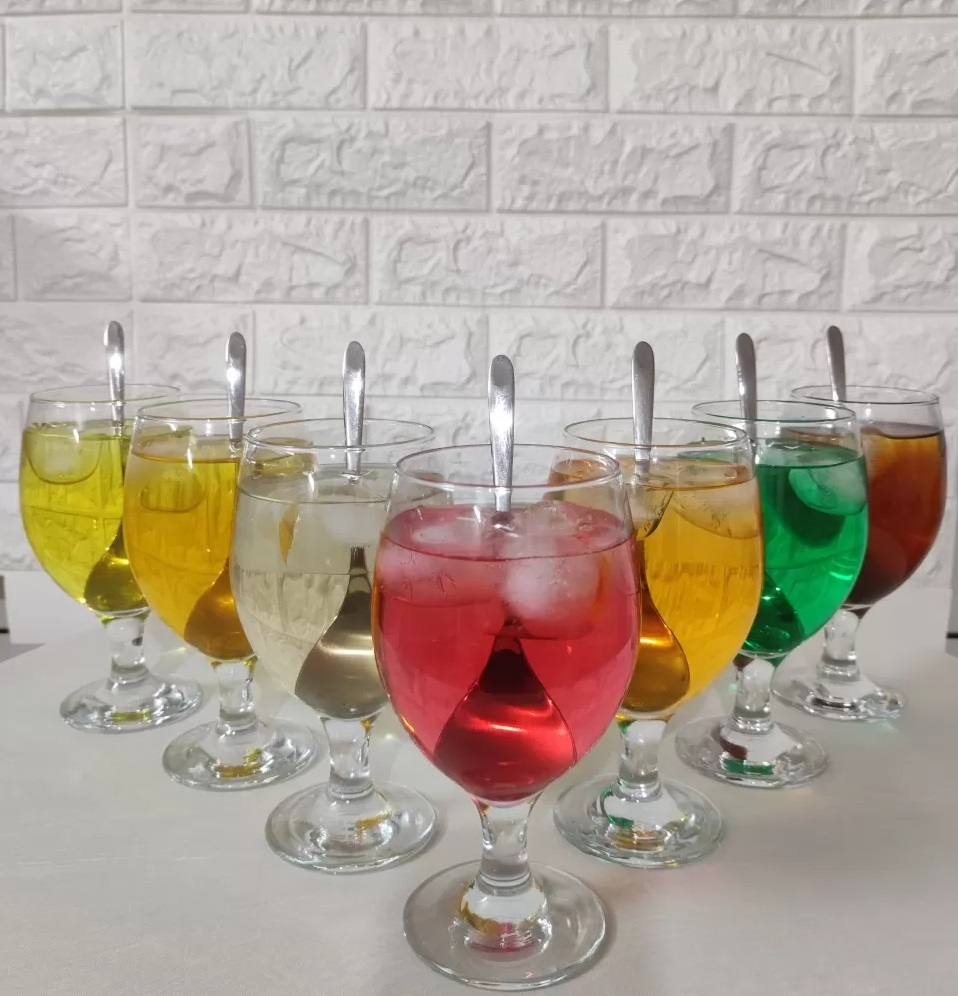
انواع شربت ایرانی

امروزه در کارخانجات صنعتی، شربت‌ها از کنستانتره تازه میوه‌جات تهیه شده و پس از پاستوریزه شدن، در ظروف شیشه‌ای و پلاستیکی به فروش می‌رسند.

## طرز تهیه
شربت انواع میوه از جوشاندن میوه یا آب آن همراه با شیرین‌کننده‌ای مانند شکر یا عسل و قوام آوردن مخلوط به دست می‌آید. برخی از معروف‌ترین شربت‌های میوه عبارتند از شربت غوره، شربت انار، سکنجبین، شربت ریواس، شربت تمر هندی، شربت جو، شربت بابونه، شربت بادام.
برای آنکه ناخالصی شکر در حین تولید شربت گرفته شده و در نتیجه شربت شفاف‌تر شود، به آن سفیده تخم مرغ اضافه می‌شود. در این حالت سفیده تخم‌مرغ با جذب ناخالصی‌های شکر شربت را شفاف نموده و خود به راحتی از شربت جدا می‌شود. برای جدا کردن ذرات سفیده تخم مرغ آن را از صافی عبور می‌دهند. برای خوشرنگ شدن شربت معمولاً در ظرف لعابی یا مسین پخته می‌شود.

## طرز تهیه چند شربت ساده
شربت آلبالو:
آلبالوها را شسته و پاک کنید. بهتر است هسته‌های آلبالو را هم جدا کنید.
آلبالوهای هسته گرفته را بین ۲۴ تا ۴۸ ساعت در شکر بخوابانید و در یخچال نگهداری کنید، بهتر است از ظرف یا قابلمه لعابی استفاده کنید.
آب را اضافه کنید و قابلمه را با شعله پخش کن روی حرارت بگذارید.
شعله را خیلی کم نکنید چون رنگ شربت تیره می‌شود، و همین‌طور شعله را خیلی زیاد نکنید چون به سرعت می‌سوزد و قهوه‌ای رنگ می‌شود.
بایستی حواستان به شربت باشد و هم بزنید تا شکر در شربت کاملاً حل شود. بعد از حل شدن به مدت ۱۰ الی ۱۵ دقیقه روی حرارت بماند تا قوام آید.
از یک صافی استفاده کنید و آب شربت را در شیشه یا بطری نگهداری کنید.

شربت آبلیمو:
آب سرد را به همراه شکر درحد و باب طبع خورنده مخلوط میکنیم تا مخلوط یکدستی حاصل شود.
آبلیموی طبیعی و پالپ دار را به مخلوط اضافه کرده و هم میزنیم.
سپس چند تکه یخ در آن قرار داده و بعد از ۵ دقیقه مصرف میکنیم.

## شربت توت فرنگی
بعد از شستن توت فرنگی‌ها لایه به لایه توت فرنگی و شکرو می‌ریزیم و ۱ تا ۱٫۵ ساعت به آن استراحت می‌دهیم.
سپس قابلمه رو روی شعله قرار می‌دهیم تا مربا با حرارت ملایم شروع به پخت کند.
بعد از جوش اومدن آن حرارت را کم کرده تا وقتی که قوام دلخواه به دست بیاید.

## پذیرایی
بیشتر انواع شربت‌ها خنک یا سرد سرو می‌شوند. معمولاً شربت رنگی غلیظ در ته‌لیوان ریخته شده و آب و یخ به آن اضافه می‌شود و قاشقی در شربت قرار داده می‌شود تا در موقع نوشیدن هم زده شود.